# Asim Ugljen (političar)
Asim Ugljen (Mostar, 3. prosinca 1888. – 1945.), hrvatski pravnik i političar, dužnosnik NDH

## Životopis
Rođen u Mostaru. U Zagrebu studirao, diplomirao i doktorirao na Pravnom visokom učilištu. Studirao s Antom Pavelićem. Bio je sudac. Predsjedavao Okružnim sudom u Sarajevu od 1935. godine. Pripadao sarajevskom društvenom krugu Mehmeda Spahe. 
U NDH je obnašao dužnost državnog tajnika za šerijatske sudove u Podvladi sudstva i bogoštovlja. Dužnost obnašao od svibnja 1941. godine. Od lipnja 1941. članom Ravnateljstva Zavoda za naseljavanje Podvlade udružbe. Od listopada 1942. do rujna 1943. državni je vijećnik u Zagrebu. Predsjednik Vrhovnog suda u Sarajevu (rujan 1943.-studeni 1944.) i ponovo izabran za državnog vijećnika. Nepoznate sudbine nakon 1945. godine.